# سد الأسياح
سد مارد بمحافظة الأسياح سد تاريخي أثري يقع في منطقة القصيم وسط المملكة العربية السعودية.

## التسمية
يعرف سد مارد بمحافظة الأسياح الذي لاتزال آثاره باقية حتى يومنا هذا بـ المسْكر٬ بفتح الميم ثم سين ساكنة فكاف مفتوحة٬ ثم راء أخيرة٬ من سكر القوم السيل: إذا سدّوه وهي فصيحة . كما يعرف بسد الحكار نسبة إلى أكمات صخرية حم ارء تسمى (حصاة الحكار)٬ و(الحكار) تعني حجر الشيء أي: حجزه باتجاه واحد.

## الموقع
يقع السد شمال غربي قصر مارد٬  قرب مدينة عين بن فهيد٬ ويبعد عنها نحو 4.4 كم٬ وذلك على مقربة من السد الخرساني الذي شيدته الدولة السعودية عام 1394 هـ الموافق 1974م٬ وقد شيد السد في منطقة خانقة في مضيق بين روضة عين بن فهيد التي يقوم على أكمتها القصر٬ وبين روضة مطارق الشمالية٬ ويستند الطرف الشرقي للسد على أكمات حصاة الحكار٬ أما الطرف الغربي فيستند على جال صخري يسمى جال السمراء. وهو بذلك يحجز المياه القادمة من الجهة الشمالية٬ وخصو ًصا من صفراء الأسياح وشعاب وجداول الجارمة وطريف والبرود.

## الوصف
السد مبني بحجارة متوسطة الحجم٬ على هيئة جدارين متوازيين بينهما فراغ مملوء بخليط من الحجارة الصغيرة والمونة الطينية الصلبة. أما جهتاه الأمامية والخلفية فمكسوتان بطبقة من اللياسة الجصية المعدة محليًا٬ والبناء بهذا الأسلوب يزيد السد قوة وصلابة تمنع سقوطه جراء دفع المياه المحجوزة خلفه٬ ويبلغ طول السد حاليًا 250 متر٬ ويبلغ متوسط ارتفاعه 3 متر٬ ويصل سُمك جداره في بعض الأمكنة إلى 2.50 متر في حين يبلغ في أمكنة أخرى 11 متر٬ وقد زود السد بفتحات أرضية لتسريب الماء٬ٕوان كانت غير واضحة حاليًا بسبب الردم المتراكم الذي يغطي الأجزاء السفلية منه.
لم يرد في الروايات الشفهية ذكر لتلك الفتحات السفلية وذكرت أن على السد أبوابًا حديدية تتحكم فيه منذ القدم. ومما يروى أن الذي أقام السد هو سلطان مارد الذي شيد قصر مارد قريبًا منه، ولذا يطلق عليه بعضهم سد مارد٬ وليس من المستبعد أن الذي بنى القصر والسد هو شخص واحد وفي زمان واحد٬ ولا سيما أن مواد البناء وطريقته في البنائين متماثلة٬ وإن كان هناك بعض الاختلاف في نوعية الحجارة المستخدمة٬ وهناك من يشير إلى أن ضخامة البناء وهندسته المعمارية تدل على أنه لا يمكن أن يكون من صنع محليًا٬ بل لا بد أن يكون المهندسون الذين صنعوه قدموا من العراق٬ بل الأقرب من ذلك أن يكون من عمل الكريزيين أبناء عبد الله بن عامر بن كريز٬ أو عمل عبد الله نفسه٬ عندما كان عاملاً على البصرة وأعاد جريان عيون النباج.